# Соціально-психологічна служба Міністерства оборони України
Військове будівництво в Україні після відновлення її незалежності як держави включало створення Соціально-психологічної служби Міністерства оборони України.

## Етапи формування
Слід окремо виділити три відтинки часу, які стали віхами перехідного періоду і які є характерними для утворення Соціально-психологічної служби Міністерства оборони України.

### Перший період— з 24 серпня до 1 грудня 1991р.
Активна законотворчість Верховної Ради у сфері оборонних питань, започаткування національного варіанта військового будівництва пояснюється, на думку І.Тищенка, кількома причинами, які мають історичне, психологічне, соціальне і власне політичне підґрунтя [18].
Антиармійська кампанія, ініційована наприкінці 1980-х рр. численними засобами масової інформації, в Україні у порівнянні з країнами Балтії, Грузією, Азербайджаном, мала менш гострий характер прояву. З'єднання і частини військових округів, що дислокувались на території України, по-перше, не залучалися до силового розв'язання внутрішніх конфліктів у місцях їхньої постійної дислокації, а, по-друге, розглядалися національно-демократичними силами України як першооснова, з якої не лише доцільно, але й необхідно формувати власні збройні сили.
Практична відсутність нормативно-правової бази функціонування національних збройних сил призвела до того, що на початку їх створення Україна змушена була паралельно з заходами практично військового характеру не тільки формувати нормативну базу, а, в прямому розумінні слова, діями політичного та практичного характеру стверджувати своє споконвічне право на незалежність.
Для опрацювання законодавчих актів з питань будівництва ЗС України була створена ініціативна робоча група. Розроблені нею засадничі питання військового будівництва, які були оприлюднені в газетах, отримали великий резонанс в державі, вплинули на опрацювання законодавчих актів [20, с.253 ]. Вже 11 жовтня 1991 р. Верховна Рада ухвалила Концепцію оборони та будівництва Збройних сил України, яка віддзеркалювала погляди керівництва держави на військову справу. Передбачалось перебування на території України військ (сил) двох рівнів: ЗС власне України та з'єднань (частин) колективної стратегічної оборони.
ЗС України передбачали три види збройних сил: сухопутні війська (війська наземної оборони); військово-повітряні сили і сили протиповітряної оборони (війська повітряної оборони); військово-морські сили. До військ наземної оборони також включались прикордонні війська, республіканська гвардія та війська цивільної оборони.
Виходячи з фінансово-економічних можливостей і того, що ЗС України повністю фінансуються з державного бюджету, передбачалось мати чисельність усіх військ 0,8 — 0,9 % від чисельності населення, що становило би 400 — 420 тис. осіб [3].
Унікальність умов та способів військового будівництва в Україні, прагнення Української держави мати власні сучасні військові формування диктували необхідність створення принципово нової позапартійної структури, яка б здійснювала соціально-психологічне забезпечення їх життєдіяльності та розвитку, дисципліни і порядку, виховання і навчання, гуманістичний і культурно-виховний вплив на кожного військовослужбовця на всіх етапах його служби, реалізацію національно-культурних інтересів, задоволення та розвиток духовних потреб військовослужбовців, службовців і працівників усіх військових формувань.
Такою структурою повинна була стати соціально-психологічна (в розумінні — соціальна і психологічна) служба ЗС України. Вперше ідея СПС була проголошена в лютому 1988 р. на конференції дискусійних клубів у Тернополі одним із лідерів Народного Руху В. Мулявою [14]. Основні засади проекту Концепції СПС ЗС України були надруковані в газеті «Народна армія» 11 жовтня 1991 р. Суть її полягала в тому, щоб ліквідувати монополію якоїсь партії щодо морально-психологічного впливу на військовослужбовців та війська в цілому, департизувати цей процес і проводити гуманітарне виховання військовослужбовців [12].
Але значна частина офіцерського корпусу, включно і представників органів по роботі з особовим складом, не вірила у незворотність історичного процесу набуття Україною незалежності. Лист міністра оборони СРСР № 4/669 від 6 жовтня 1991 р.[8] загострив протистояння у військах між прихильниками незалежності та її противниками. Про складність обстановки у військах свідчить прийняття Президією Верховної Ради України спеціальної постанови із зазначеного питання [2 ].

### Другий період— з 1 грудня 1991р. до 3 січня 1992р.
1 грудня 1991 р. було проведено Всеукраїнський референдум. На ньому 92 % тих, хто брав участь у голосуванні, підтримали Акт від 24 серпня 1991 р. Першим Президентом України більшістю голосів було обрано Л. М. Кравчука.
Наслідки Всеукраїнського референдуму, прийнятий Верховною Радою грудневий пакет законів з питань військового будівництва підірвали основу сподівань на збереження чи то відтворення колишнього Союзу. Вже перед 1992 р. стало зрозуміло: процес створення ЗС України набирав незворотного характеру. Державність України набирала усіх необхідних елементів.

### Третій період— з 3 січня до 22 квітня 1992р.
У цей час у ЗС України офіційно були створені структури соціально-психологічної служби.
Надзвичайно складна суспільно-політична і соціально-економічна обстановка в державі та навколо неї негативно впливали на моральний стан і настрої особового складу. Характерною особливістю цього історичного відтинку часу стало приведення військ до військової присяги на вірність Україні.
ОРОС в певній мірі виконали покладені на них обов'язки, здійснивши комплекс заходів з підтримання бойової та мобілізаційної готовності, стану військової дисципліни. Проте їх практична організаторська робота не була послідовною, діяльність не була ефективною, відставала від нагальних потреб часу. Питання організації управління моральним станом військовослужбовців набувало в таких умовах самостійної спрямованості, посідаючи провідне місце серед інших видів діяльності.
За перші два тижні січня 1992 р. на вірність Україні присягнули понад 240 тисяч військовослужбовців. Краще проводилася ця робота в з'єднаннях та частинах 6 танкової армії, 24 мотострілецькій дивізії, Васильківському авіаційно-технічному училищі, 17 повітряній армії [9]. Але деякі керівники жили старими, віджилими уявленнями, зайняли позиції сторонніх спостерігачів та негативно впливали на підтримання бойової готовності підпорядкованих військ [11].
Зміна пріоритетів, руйнування звичних норм і стереотипів суспільного життя обумовили виникнення принципово нового соціально-політичного клімату у країні. Це об'єктивно вимагало суттєвих змін в системі організації виховної роботи з особовим складом, приведення її у відповідність до нових принципів функціонування збройних сил.
30 січня 1992 р. була створена комісія з доопрацювання концепції та загальної структури СПС ЗС України [10]. Юридичною експертизою Концепція СПС була визнана такою, що відповідає законам України. За пропозицією Комісії Верховної Ради України з питань оборони і національної безпеки вона повинна була лягти в основу Концепції соціально-психологічної роботи всіх військових формувань України. Треба відзначити, що ідея створення нової структури була сприйнята неоднозначно як в армійському колі, так і серед громадськості [15].
5 березня 1992 р., після затвердження міністром оборони України, Концепція СПС ЗС України стала основою для створення структур, що займалися її практичною реалізацією безпосередньо у військах. 22 квітня 1992 р. директивою МО України введена загальна структура соціально-психологічної служби Міністерства оборони України як органу управління. Ця дата, на думку автора, і започаткувала історію практичної діяльності органів виховної роботи у ЗС України.